# Maureen Nisima
Maureen Nisima (n. 30 iulie 1981, Bondy, Île-de-France, Franța) este o scrimeră franceză specializată pe spadă, laureată cu bronz atât la individual, cât și pe echipe la Jocurile Olimpice de vară din 2004. A fost campioană mondială la individual în 2010 și triplă campioană mondial pe echipe (în 2005, 2007 și 2008).

## Legături externe
- Materiale media legate de Maureen Nisima la Wikimedia Commons
- Prezentare Arhivat în 1 octombrie 2015, la Wayback Machine. la Confederația Europeană de Scrimă
- en Maureen Nisima la Olympedia.org